# Glaphyria rufescens
Glaphyria rufescens là một loài bướm đêm trong họ Crambidae.